# Harbkesche wilde Baumzucht

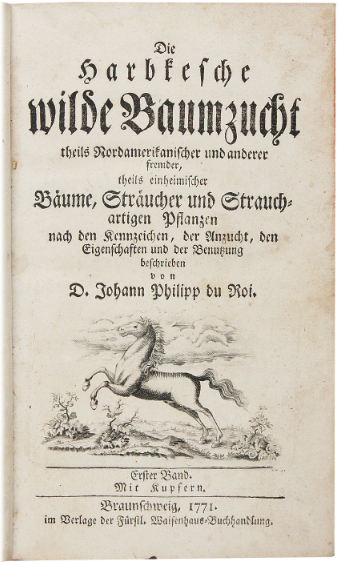
Mit seiner gleichnamigen Beschreibung der Harbkeschen wilden Baumzucht schuf Johann Philipp Du Roi die bedeutendste gehölzkundliche Schrift des 18. Jahrhunderts.

Die Harbkesche wilde Baumzucht war ein wegweisendes Forstprojekt, das die Einbürgerung fremdländischer Baumarten in Deutschland ab Mitte des 18. Jahrhunderts zum Ziel hatte. Unter dem gleichen Titel veröffentlichte der Braunschweiger Arzt und Botaniker Johann Philipp Du Roi in den Jahren 1771 und 1772 seine detaillierten Aufzeichnungen über die Pflanzungen in Harbke (Landkreis Börde, Sachsen-Anhalt). Es gilt als „das bedeutendste deutschsprachige dendrologische Handbuch des 18. Jahrhunderts.“

## Anfänge und Intention
Auf Initiative des Wolfenbütteler Hofgerichtspräsidenten Friedrich August von Veltheim (* 21. Oktober 1709 in Harbke; † 19. April 1775 in Braunschweig), dessen Familie seit 1308 die Grundherrschaft in Harbke innehatte, traf im Jahr 1755 die erste Sendung mit Samen aus Nordamerika ein. Bis 1770 waren etwa 1400 Pflanzenposten aus vielen Teilen der Welt nach Harbke gelangt, wo sie auf großer Fläche und unterteilt nach ihrer Herkunft angebaut wurden.
Die volkswirtschaftliche Bedeutung der Forstwirtschaft zur damaligen Zeit war immens, da Holz als meistgenutzter Bau- und Werkstoff, vor allem aber als Heizmaterial überall zum Einsatz kam. Um der sich ankündigenden Holznot zu begegnen, knüpfte von Veltheim Kontakt zu dem englischen Botaniker Philip Miller, der sich in Fachkreisen mit verschiedenen Publikationen einen Namen gemacht hatte. Durch Millers Vermittlung gelangten in den Jahren 1755 bis 1758 etwa 50 verschiedene Baum- und Straucharten nach Harbke. 1759 besorgte der Gärtner Daniel August Schwarzkopf im Auftrag Veltheims entsprechende Pflanzen aus England. Von 1759 bis 1770 besorgte der deutsche Emigrant und spätere Hofgärtner Katharinas der Großen, Johann Busch, die nordamerikanischen Saaten über London.

## Vom Wald zum Landschaftspark

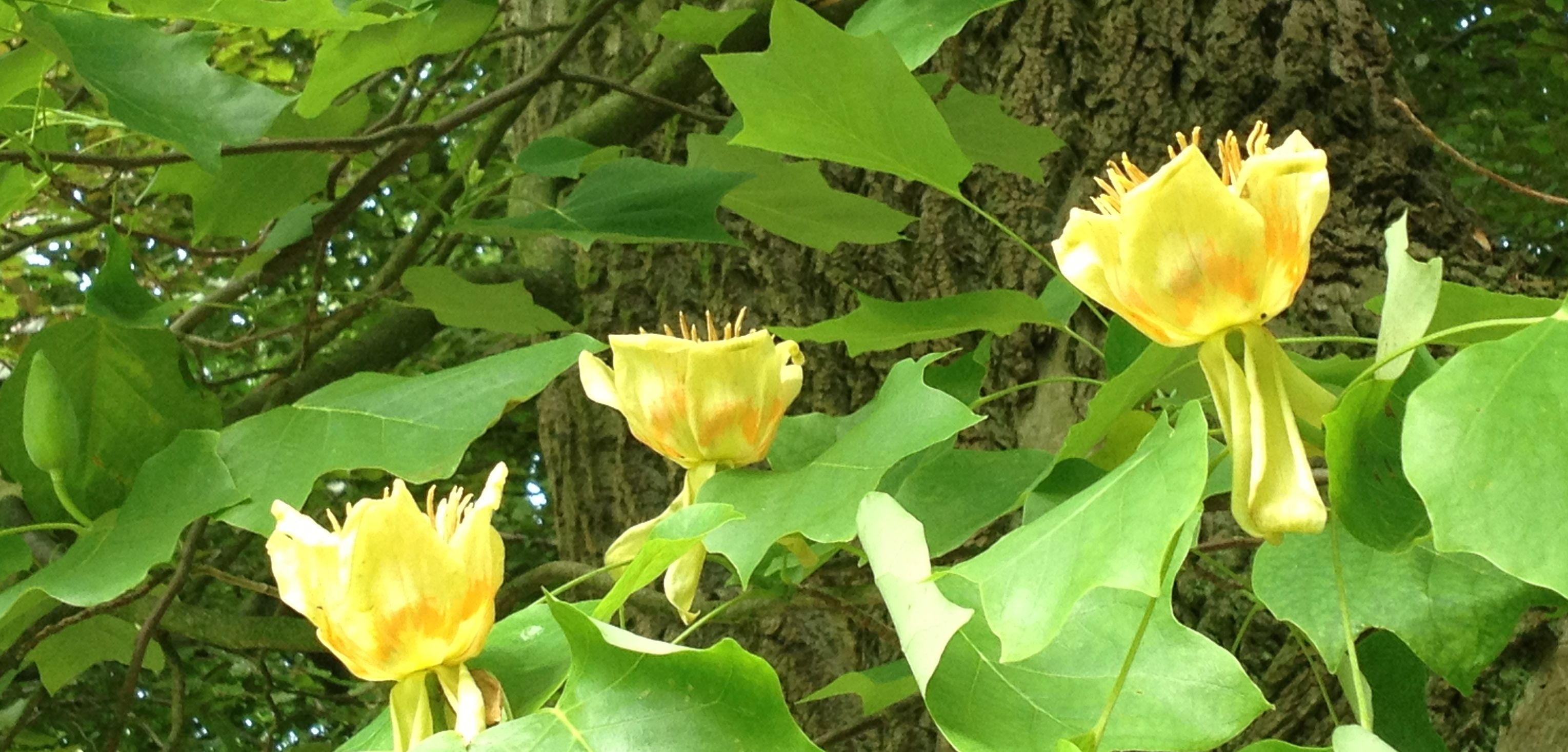
Die Blüte des Tulpenbaums im Harbker Schlosspark. Auch im Lustwald steht noch ein Exemplar aus Veltheims Zeiten.

Da von Veltheims Bestrebungen darauf abzielten, nicht nur amerikanische, sondern nach Möglichkeit alle wichtigen Gehölze der nördlichen gemäßigten Zone auf ihre Eignung für die hiesigen klimatischen Verhältnisse zu überprüfen, erreichten ihn auch Sendungen aus zahlreichen Gegenden Europas, z. B. der Schweiz, Tirol, den Niederlanden oder Russland. Des Weiteren stand er in regem Austausch mit den bedeutendsten Gartenanlagen des Landes.
Schon früh hatte von Veltheim sein Forstrevier vermessen und in Schläge einteilen lassen, um eine nachhaltige Bewirtschaftung sicherzustellen. Die Versuchsflächen im so genannten Lustwald wurden klar vom übrigen Nutzwald getrennt. Sie umfassten mehr als 200 Morgen (ca. 50 ha) und erhielten Namen, die der Herkunft ihrer Saaten Rechnung trugen: Florida, Newfoundland, Cotopaxi, Libanon, Ukraine u. a. Im Lustwald verband sich für Friedrich August von Veltheim das Angenehme mit dem Nützlichen: Gestalterische Elemente ergänzten zunehmend die forstlichen Anstrengungen, der Wald wurde zum Landschaftspark.

## Eine dendrologische Enzyklopädie

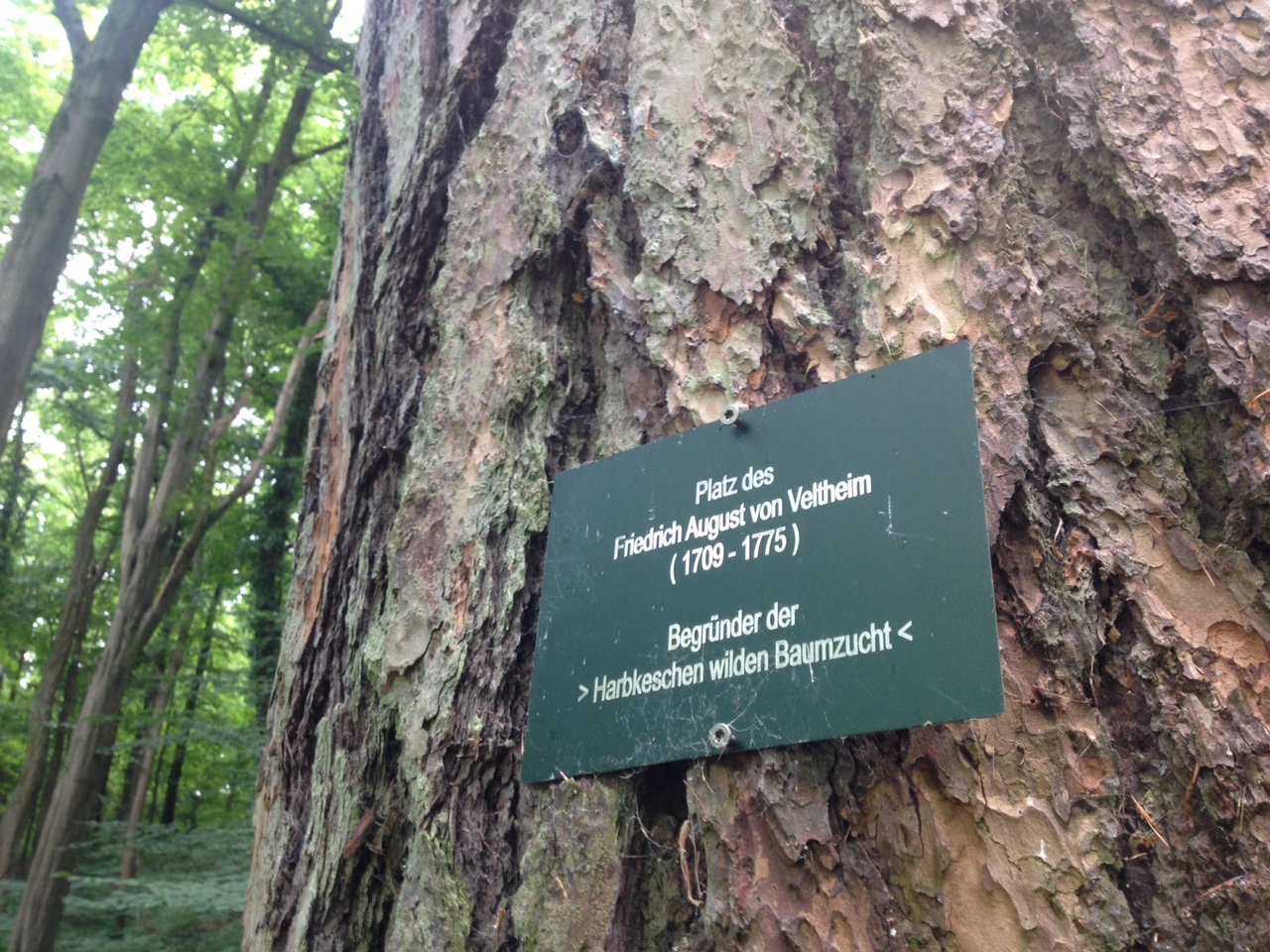
Eine Gedenktafel erinnert an Friedrich August von Veltheim.

Der Kultivierung ausländischer Gehölze im Harbker Wald lag jedoch in erster Linie ein starker wissenschaftlicher Antrieb von Veltheims zu Grunde. Entsprechende Fachliteratur war zu dieser Zeit in Deutschland noch nicht vorhanden, forstliche Themen wurden nur in Jagdbüchern am Rande behandelt. Ein Missstand, den Friedrich August von Veltheim mit seinen Unternehmungen zu beheben suchte. 1765 übertrug er dem jungen Mediziner Johann Philipp Du Roi, der gerade sein Studium im nahen Helmstedt abgeschlossen hatte, die botanische Aufsicht im Lustwald und dem angrenzenden Schlosspark.
Nach fünf Jahren beendete Du Roi seine empirische Arbeit und veröffentlichte das zweibändige Werk Die Harbkesche wilde Baumzucht. In einer bis dahin nicht gekannten Genauigkeit beschreibt Du Roi auf gut tausend Seiten die 95 verschiedenen Gattungen mit ihren vielen hundert Arten und welche praktischen Erfahrungen aus ihrem Anbau zu ziehen seien. Die Harbkesche wilde Baumzucht wird heute als die erste wissenschaftliche Schrift zur Dendrologie (Gehölzkunde) im deutschsprachigen Raum betrachtet.

## Harbke wird zum Anziehungspunkt

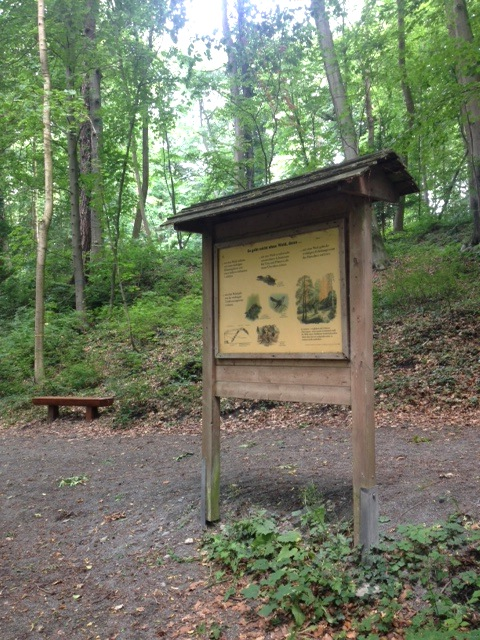
Im Floridatal befinden sich heute ein Naturlehrpfad und ein Waldfriedhof.

In der Folge waren die Harbker Anlagen nicht nur beliebte Studienobjekte für Forstleute, Gartentheoretiker und andere botanisch Interessierte (z. B. Johann Wolfgang von Goethe bei seinem Besuch im Jahre 1805); es entwickelte sich auch ein reger Handel mit Harbker Saaten ausländischer und einheimischer Gehölze. Zahlreiche Parks und Forsten, auch weit außerhalb Deutschlands, bezogen ihr Pflanzgut von hier, so dass sich die Harbkesche wilde Baumzucht nicht nur in wissenschaftlicher Hinsicht, sondern auch in barer Münze bezahlt machte.
Einige Baumarten, die sich aufgrund der gesammelten Erfahrungen besonders für den Anbau im deutschen Raum empfahlen, waren die Weymouth-Kiefer, Lärche, Robinie, Pappel, Roteiche und die Walnüsse. Die Harbkesche wilde Baumzucht gilt unter Fachleuten als „erster wirklich großangelegter deutscher Anbauversuch mit fremden, hauptsächlich amerikanischen Laub- und Nadelhölzern unter forstmäßigen Bedingungen und unter nach heutigen Maßstäben forstwissenschaftlicher Beobachtung.“

## Veltheims Vermächtnis
Nach dem Tode des Grafen Röttger von Veltheim (1848), Enkel von Friedrich August, wurde die Samengewinnung in Harbke eingestellt. Von den damaligen Anbauflächen ist mittlerweile nur noch das Quartier „Florida“ erkennbar und geläufig. Der vielfältige Baumbestand und ein alter Tulpenbaum im „Floridatal“, wie Ortskundige diesen Teil des Harbker Waldes seiner geschwungenen Landschaft wegen nennen, zeugen hier bis heute von der Blüte früherer Jahre. An einer mächtigen Lärche hat man Friedrich August von Veltheim einen Platz gewidmet, eine Gedenktafel erinnert an den Begründer der Harbker Forstversuche. Besonders im Schlosspark sind seine Spuren immer noch allgegenwärtig. So mancher Exot hat die Zeit überdauert und hält auf diese Weise die Erinnerung an die Harbkesche wilde Baumzucht am Leben.